# Coupe Davis 1961
Pour un article plus général, voir Coupe Davis.
Navigation
Édition précédente Édition suivante
La Coupe Davis 1961 est la 50e édition de ce tournoi de tennis professionnel masculin par nations. Les rencontres se déroulent du 18 mars au 28 décembre dans différents lieux.
L'Australie (double tenante du titre) remporte son 17e saladier d'argent grâce à sa victoire lors du "Challenge Round" face à l'Italie (finaliste sortante) par cinq victoires à zéro.

## Contexte
Le tournoi se déroule au préalable dans les tours préliminaires des zones continentales. Un total de 43 nations participent à la compétition :
- 7 dans la "Zone Amérique",
- 7 dans la "Zone Est" (incluant l'Asie et l'Océanie),
- 28 dans la "Zone Europe" (incluant l'Afrique),
- plus l'Australie ayant remporté l'édition précédente, ainsi qualifiée pour le "Challenge round".

## Résultats

### Tableau du top 16 mondial
|  | Huitièmes de finale Plusieurs dates                                                     | Huitièmes de finale Plusieurs dates                                                    |                 |                                                   | Quarts de finale Plusieurs dates                                       | Quarts de finale Plusieurs dates                                       |   |  | Demi-finales Plusieurs dates                                | Demi-finales Plusieurs dates                                |  |  | Finale du tout venant 13 - 16 octobre       | Finale du tout venant 13 - 16 octobre       |
|  | Huitièmes de finale Plusieurs dates                                                     | Huitièmes de finale Plusieurs dates                                                    |                 |                                                   | Quarts de finale Plusieurs dates                                       | Quarts de finale Plusieurs dates                                       |   |  | Demi-finales Plusieurs dates                                | Demi-finales Plusieurs dates                                |  |  | Finale du tout venant 13 - 16 octobre       | Finale du tout venant 13 - 16 octobre       |
|  |                                                                                         |                                                                                        |                 |                                                   |                                                                        |                                                                        |   |  |                                                             |                                                             |  |  |                                             |                                             |
|  | Quart de finale Europe (16 - 19 juin) Munich, Allemagne de l'Ouest (terre battue ext.)  | Quart de finale Europe (16 - 19 juin) Munich, Allemagne de l'Ouest (terre battue ext.) |                 |                                                   | Demi-finale Europe (21 - 23 juillet) Paris, France (terre battue ext.) | Demi-finale Europe (21 - 23 juillet) Paris, France (terre battue ext.) |   |  | Finale Europe (4 - 6 août) Milan, Italy (terre battue ext.) | Finale Europe (4 - 6 août) Milan, Italy (terre battue ext.) |  |  | Inter-zone Rome, Italie (terre battue ext.) | Inter-zone Rome, Italie (terre battue ext.) |
|  | Quart de finale Europe (16 - 19 juin) Munich, Allemagne de l'Ouest (terre battue ext.)  | Quart de finale Europe (16 - 19 juin) Munich, Allemagne de l'Ouest (terre battue ext.) |                 |                                                   | Demi-finale Europe (21 - 23 juillet) Paris, France (terre battue ext.) | Demi-finale Europe (21 - 23 juillet) Paris, France (terre battue ext.) |   |  | Finale Europe (4 - 6 août) Milan, Italy (terre battue ext.) | Finale Europe (4 - 6 août) Milan, Italy (terre battue ext.) |  |  | Inter-zone Rome, Italie (terre battue ext.) | Inter-zone Rome, Italie (terre battue ext.) |
|  | Italie                                                                                  | 2                                                                                      |                 |                                                   | Demi-finale Europe (21 - 23 juillet) Paris, France (terre battue ext.) | Demi-finale Europe (21 - 23 juillet) Paris, France (terre battue ext.) |   |  | Finale Europe (4 - 6 août) Milan, Italy (terre battue ext.) | Finale Europe (4 - 6 août) Milan, Italy (terre battue ext.) |  |  | Inter-zone Rome, Italie (terre battue ext.) | Inter-zone Rome, Italie (terre battue ext.) |
|  | Italie                                                                                  | 2                                                                                      |                 |                                                   | Demi-finale Europe (21 - 23 juillet) Paris, France (terre battue ext.) | Demi-finale Europe (21 - 23 juillet) Paris, France (terre battue ext.) |   |  | Finale Europe (4 - 6 août) Milan, Italy (terre battue ext.) | Finale Europe (4 - 6 août) Milan, Italy (terre battue ext.) |  |  | Inter-zone Rome, Italie (terre battue ext.) | Inter-zone Rome, Italie (terre battue ext.) |
|  | Allemagne de l'Ouest                                                                    | 3                                                                                      |                 |                                                   | Demi-finale Europe (21 - 23 juillet) Paris, France (terre battue ext.) | Demi-finale Europe (21 - 23 juillet) Paris, France (terre battue ext.) |   |  | Finale Europe (4 - 6 août) Milan, Italy (terre battue ext.) | Finale Europe (4 - 6 août) Milan, Italy (terre battue ext.) |  |  | Inter-zone Rome, Italie (terre battue ext.) | Inter-zone Rome, Italie (terre battue ext.) |
|  | Allemagne de l'Ouest                                                                    | 3                                                                                      | Italie          | 4                                                 |                                                                        |                                                                        |   |  | Finale Europe (4 - 6 août) Milan, Italy (terre battue ext.) | Finale Europe (4 - 6 août) Milan, Italy (terre battue ext.) |  |  | Inter-zone Rome, Italie (terre battue ext.) | Inter-zone Rome, Italie (terre battue ext.) |
|  | Quart de finale Europe (10 - 12 juin) Varsovie, Pologne (???)                           |                                                                                        | Italie          | 4                                                 |                                                                        |                                                                        |   |  | Finale Europe (4 - 6 août) Milan, Italy (terre battue ext.) | Finale Europe (4 - 6 août) Milan, Italy (terre battue ext.) |  |  | Inter-zone Rome, Italie (terre battue ext.) | Inter-zone Rome, Italie (terre battue ext.) |
|  |                                                                                         | France                                                                                 | 1               |                                                   |                                                                        |                                                                        |   |  | Finale Europe (4 - 6 août) Milan, Italy (terre battue ext.) | Finale Europe (4 - 6 août) Milan, Italy (terre battue ext.) |  |  | Inter-zone Rome, Italie (terre battue ext.) | Inter-zone Rome, Italie (terre battue ext.) |
|  | Pologne                                                                                 | France                                                                                 | 1               | 0                                                 |                                                                        |                                                                        |   |  | Finale Europe (4 - 6 août) Milan, Italy (terre battue ext.) | Finale Europe (4 - 6 août) Milan, Italy (terre battue ext.) |  |  | Inter-zone Rome, Italie (terre battue ext.) | Inter-zone Rome, Italie (terre battue ext.) |
|  | Pologne                                                                                 | Demi-finale Europe (21 - 23 juillet) Båstad, Suède (terre battue ext.)                 |                 | 0                                                 |                                                                        |                                                                        |   |  | Finale Europe (4 - 6 août) Milan, Italy (terre battue ext.) | Finale Europe (4 - 6 août) Milan, Italy (terre battue ext.) |  |  | Inter-zone Rome, Italie (terre battue ext.) | Inter-zone Rome, Italie (terre battue ext.) |
|  | France                                                                                  | 5                                                                                      |                 |                                                   |                                                                        |                                                                        |   |  | Finale Europe (4 - 6 août) Milan, Italy (terre battue ext.) | Finale Europe (4 - 6 août) Milan, Italy (terre battue ext.) |  |  | Inter-zone Rome, Italie (terre battue ext.) | Inter-zone Rome, Italie (terre battue ext.) |
|  | France                                                                                  | 5                                                                                      | Italie          | 4                                                 |                                                                        |                                                                        |   |  |                                                             |                                                             |  |  | Inter-zone Rome, Italie (terre battue ext.) | Inter-zone Rome, Italie (terre battue ext.) |
|  | Quart de finale Europe (15 - 17 juin) Birmingham, Grande-Bretagne (gazon ext.)          |                                                                                        | Italie          | 4                                                 |                                                                        |                                                                        |   |  |                                                             |                                                             |  |  | Inter-zone Rome, Italie (terre battue ext.) | Inter-zone Rome, Italie (terre battue ext.) |
|  |                                                                                         | Suède                                                                                  | 1               |                                                   |                                                                        |                                                                        |   |  |                                                             |                                                             |  |  | Inter-zone Rome, Italie (terre battue ext.) | Inter-zone Rome, Italie (terre battue ext.) |
|  | Grande-Bretagne                                                                         | Suède                                                                                  | 1               | 4                                                 |                                                                        |                                                                        |   |  |                                                             |                                                             |  |  | Inter-zone Rome, Italie (terre battue ext.) | Inter-zone Rome, Italie (terre battue ext.) |
|  | Grande-Bretagne                                                                         | Inter-zone (30 septembre - 2 octobre) New Delhi, Inde (???)                            |                 | 4                                                 |                                                                        |                                                                        |   |  |                                                             |                                                             |  |  | Inter-zone Rome, Italie (terre battue ext.) | Inter-zone Rome, Italie (terre battue ext.) |
|  | Afrique du Sud                                                                          | 1                                                                                      |                 |                                                   |                                                                        |                                                                        |   |  |                                                             |                                                             |  |  | Inter-zone Rome, Italie (terre battue ext.) | Inter-zone Rome, Italie (terre battue ext.) |
|  | Afrique du Sud                                                                          | 1                                                                                      | Grande-Bretagne | 1                                                 |                                                                        |                                                                        |   |  |                                                             |                                                             |  |  | Inter-zone Rome, Italie (terre battue ext.) | Inter-zone Rome, Italie (terre battue ext.) |
|  | Quart de finale Europe (16 - 18 juin) Madrid, Espagne (terre battue ext.)               |                                                                                        | Grande-Bretagne | 1                                                 |                                                                        |                                                                        |   |  |                                                             |                                                             |  |  | Inter-zone Rome, Italie (terre battue ext.) | Inter-zone Rome, Italie (terre battue ext.) |
|  |                                                                                         | Suède                                                                                  | 4               |                                                   |                                                                        |                                                                        |   |  |                                                             |                                                             |  |  | Inter-zone Rome, Italie (terre battue ext.) | Inter-zone Rome, Italie (terre battue ext.) |
|  | Espagne                                                                                 | Suède                                                                                  | 4               | 1                                                 |                                                                        |                                                                        |   |  |                                                             |                                                             |  |  | Inter-zone Rome, Italie (terre battue ext.) | Inter-zone Rome, Italie (terre battue ext.) |
|  | Espagne                                                                                 | Finale Amériques (18 - 20 août) Cleveland, OH, États-Unis (terre battue ext.)          |                 | 1                                                 |                                                                        |                                                                        |   |  |                                                             |                                                             |  |  | Inter-zone Rome, Italie (terre battue ext.) | Inter-zone Rome, Italie (terre battue ext.) |
|  | Suède                                                                                   | 4                                                                                      |                 |                                                   |                                                                        |                                                                        |   |  |                                                             |                                                             |  |  | Inter-zone Rome, Italie (terre battue ext.) | Inter-zone Rome, Italie (terre battue ext.) |
|  | Suède                                                                                   | 4                                                                                      | Italie          | 4                                                 |                                                                        |                                                                        |   |  |                                                             |                                                             |  |  |                                             |                                             |
|  | Demi-finale Amériques (4 - 6 août) Casablanca, Maroc (???)                              |                                                                                        | Italie          | 4                                                 |                                                                        |                                                                        |   |  |                                                             |                                                             |  |  |                                             |                                             |
|  |                                                                                         | États-Unis                                                                             | 1               |                                                   |                                                                        |                                                                        |   |  |                                                             |                                                             |  |  |                                             |                                             |
|  | Maroc                                                                                   | États-Unis                                                                             | 1               | 0                                                 |                                                                        |                                                                        |   |  |                                                             |                                                             |  |  |                                             |                                             |
|  | Maroc                                                                                   |                                                                                        |                 | 0                                                 |                                                                        |                                                                        |   |  |                                                             |                                                             |  |  |                                             |                                             |
|  | Mexique                                                                                 | 5                                                                                      |                 |                                                   |                                                                        |                                                                        |   |  |                                                             |                                                             |  |  |                                             |                                             |
|  | Mexique                                                                                 | 5                                                                                      | Mexique         | 2                                                 |                                                                        |                                                                        |   |  |                                                             |                                                             |  |  |                                             |                                             |
|  | Demi-finale Amériques (15 - 17 juillet) Saint-Louis, MO, États-Unis (terre battue ext.) |                                                                                        | Mexique         | 2                                                 |                                                                        |                                                                        |   |  |                                                             |                                                             |  |  |                                             |                                             |
|  |                                                                                         | États-Unis                                                                             | 3               |                                                   |                                                                        |                                                                        |   |  |                                                             |                                                             |  |  |                                             |                                             |
|  | Équateur                                                                                | États-Unis                                                                             | 3               | 0                                                 |                                                                        |                                                                        |   |  |                                                             |                                                             |  |  |                                             |                                             |
|  | Équateur                                                                                | Finale Est (6 - 8 mai) New Delhi, Inde (???)                                           |                 | 0                                                 |                                                                        |                                                                        |   |  |                                                             |                                                             |  |  |                                             |                                             |
|  | États-Unis                                                                              | 5                                                                                      |                 |                                                   |                                                                        |                                                                        |   |  |                                                             |                                                             |  |  |                                             |                                             |
|  | États-Unis                                                                              | 5                                                                                      | États-Unis      | 3                                                 |                                                                        |                                                                        |   |  |                                                             |                                                             |  |  |                                             |                                             |
|  | Demi-finale Est (22 - 24 avril) Tokyo, Japon (???)                                      |                                                                                        | États-Unis      | 3                                                 |                                                                        |                                                                        |   |  |                                                             |                                                             |  |  |                                             |                                             |
|  |                                                                                         | Inde                                                                                   | 2               |                                                   |                                                                        |                                                                        |   |  |                                                             |                                                             |  |  |                                             |                                             |
|  | Philippines                                                                             | Inde                                                                                   | 2               | 2                                                 |                                                                        |                                                                        |   |  |                                                             |                                                             |  |  |                                             |                                             |
|  | Philippines                                                                             |                                                                                        |                 | 2                                                 |                                                                        |                                                                        |   |  |                                                             |                                                             |  |  |                                             |                                             |
|  | Japon                                                                                   | 3                                                                                      |                 | Challenge round 26 - 28 décembre                  | Challenge round 26 - 28 décembre                                       |                                                                        |   |  |                                                             |                                                             |  |  |                                             |                                             |
|  | Japon                                                                                   | 3                                                                                      | Japon           | Challenge round 26 - 28 décembre                  | Challenge round 26 - 28 décembre                                       | 1                                                                      |   |  |                                                             |                                                             |  |  |                                             |                                             |
|  | Demi-finale Est (1er - 3 avril) Lucknow, Inde (???)                                     | Demi-finale Est (1er - 3 avril) Lucknow, Inde (???)                                    | Japon           | Challenge round Melbourne, Australie (gazon ext.) | Challenge round Melbourne, Australie (gazon ext.)                      | 1                                                                      |   |  |                                                             |                                                             |  |  |                                             |                                             |
|  | Demi-finale Est (1er - 3 avril) Lucknow, Inde (???)                                     | Demi-finale Est (1er - 3 avril) Lucknow, Inde (???)                                    |                 | Challenge round Melbourne, Australie (gazon ext.) | Challenge round Melbourne, Australie (gazon ext.)                      | Inde                                                                   | 4 |  |                                                             |                                                             |  |  |                                             |                                             |
|  | Thaïlande                                                                               | 0                                                                                      | Australie       | 5                                                 |                                                                        | Inde                                                                   | 4 |  |                                                             |                                                             |  |  |                                             |                                             |
|  | Thaïlande                                                                               | 0                                                                                      | Australie       | 5                                                 |                                                                        |                                                                        |   |  |                                                             |                                                             |  |  |                                             |                                             |
|  | Inde                                                                                    | 5                                                                                      |                 | Italie                                            | 0                                                                      |                                                                        |   |  |                                                             |                                                             |  |  |                                             |                                             |
|  | Inde                                                                                    | 5                                                                                      |                 | Italie                                            | 0                                                                      |                                                                        |   |  |                                                             |                                                             |  |  |                                             |                                             |

### Matchs détaillés

#### Finale du tout venant
| | Italie | 4                          | - | 1 | États-Unis |    |   |
| --- | ------ | -------------------------- | - | - | ---------- | -- | - |
| Foro Italico, Rome, Italie |        |                            |   |   |            |    |   |
| du 13 au 16 octobre 1961 sur terre battue (ext.) |        |                            |   |   |            |    |   |
| \| 1 \| \| Fausto Gardini \| 6 \| 6 \| 5 \| 8 \| 0 \| \| 1 \| \| Jon Douglas \| 4 \| 4 \| 7 \| 10 \| 6 \| \| 2 \| \| Nicola Pietrangeli \| 2 \| 6 \| 6 \| 6 \| 6 \| \| 2 \| \| Whitney Reed \| 6 \| 8 \| 4 \| 4 \| 4 \| \| 3 \| \| N. Pietrangeli - O. Sirola \| 6 \| 3 \| 6 \| 6 \| \| \| 3 \| \| Donald Dell - Whitney Reed \| 4 \| 6 \| 3 \| 2 \| \| \| \| \| \| \| \| \| \| \| \| 4 \| \| Nicola Pietrangeli \| 9 \| 6 \| 6 \| \| \| \| 4 \| \| Jon Douglas \| 7 \| 3 \| 2 \| \| \| \| \| \| \| \| \| \| \| \| \| 5 \| \| Fausto Gardini \| 3 \| 7 \| 3 \| 8 \| 6 \| \| 5 \| \| Whitney Reed \| 6 \| 5 \| 6 \| 6 \| 4 \| \| \| \| \| \| \| \| \| \| |        |                            |   |   |            |    |   |
| 1 |        | Fausto Gardini             | 6 | 6 | 5          | 8  | 0 |
| 1 |        | Jon Douglas                | 4 | 4 | 7          | 10 | 6 |
| 2 |        | Nicola Pietrangeli         | 2 | 6 | 6          | 6  | 6 |
| 2 |        | Whitney Reed               | 6 | 8 | 4          | 4  | 4 |
| 3 |        | N. Pietrangeli - O. Sirola | 6 | 3 | 6          | 6  |   |
| 3 |        | Donald Dell - Whitney Reed | 4 | 6 | 3          | 2  |   |
| |        |                            |   |   |            |    |   |
| 4 |        | Nicola Pietrangeli         | 9 | 6 | 6          |    |   |
| 4 |        | Jon Douglas                | 7 | 3 | 2          |    |   |
| |        |                            |   |   |            |    |   |
| 5 |        | Fausto Gardini             | 3 | 7 | 3          | 8  | 6 |
| 5 |        | Whitney Reed               | 6 | 5 | 6          | 6  | 4 |
| |        |                            |   |   |            |    |   |

#### Challenge round
La finale de la Coupe Davis 1961 se joue entre l'Australie et l'Italie.
| | Australie | 5                                   | - | 0 | Italie |   |   |
| --- | --------- | ----------------------------------- | - | - | ------ | - | - |
| Stade de Kooyong, Melbourne, Australie |           |                                     |   |   |        |   |   |
| du 26 au 28 décembre 1961 sur gazon (ext.) |           |                                     |   |   |        |   |   |
| \| 1 \| \| Roy Emerson \| 8 \| 6 \| 6 \| \| \| \| 1 \| \| Nicola Pietrangeli \| 6 \| 4 \| 0 \| \| \| \| 2 \| \| Rod Laver \| 6 \| 6 \| 6 \| \| \| \| 2 \| \| Orlando Sirola \| 1 \| 4 \| 3 \| \| \| \| 3 \| \| Roy Emerson - Neale Fraser \| 6 \| 6 \| 6 \| \| \| \| 3 \| \| Nicola Pietrangeli - Orlando Sirola \| 2 \| 3 \| 4 \| \| \| \| \| \| \| \| \| \| \| \| \| 4 \| \| Rod Laver \| 6 \| 3 \| 4 \| 6 \| 8 \| \| 4 \| \| Nicola Pietrangeli \| 3 \| 6 \| 6 \| 3 \| 6 \| \| \| \| \| \| \| \| \| \| \| 5 \| \| Roy Emerson \| 6 \| 6 \| 4 \| 6 \| \| \| 5 \| \| Orlando Sirola \| 3 \| 3 \| 6 \| 2 \| \| \| \| \| \| \| \| \| \| \| |           |                                     |   |   |        |   |   |
| 1 |           | Roy Emerson                         | 8 | 6 | 6      |   |   |
| 1 |           | Nicola Pietrangeli                  | 6 | 4 | 0      |   |   |
| 2 |           | Rod Laver                           | 6 | 6 | 6      |   |   |
| 2 |           | Orlando Sirola                      | 1 | 4 | 3      |   |   |
| 3 |           | Roy Emerson - Neale Fraser          | 6 | 6 | 6      |   |   |
| 3 |           | Nicola Pietrangeli - Orlando Sirola | 2 | 3 | 4      |   |   |
| |           |                                     |   |   |        |   |   |
| 4 |           | Rod Laver                           | 6 | 3 | 4      | 6 | 8 |
| 4 |           | Nicola Pietrangeli                  | 3 | 6 | 6      | 3 | 6 |
| |           |                                     |   |   |        |   |   |
| 5 |           | Roy Emerson                         | 6 | 6 | 4      | 6 |   |
| 5 |           | Orlando Sirola                      | 3 | 3 | 6      | 2 |   |
| |           |                                     |   |   |        |   |   |